# Арсенал Сенявських

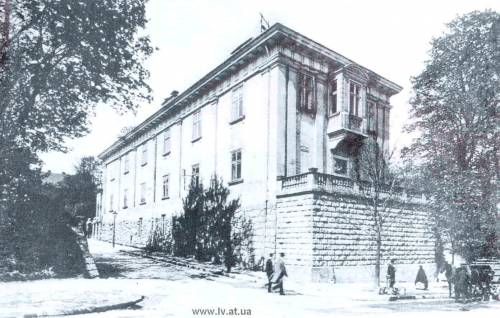
1916 рік

Арсена́л Сеня́вських (також відомий як Палац Баворо́вських) — фортифікаційна споруда у Львові на вул. Бібліотечній, 2.

## Історія
Арсенал Сенявських збудований за проектом військового інженера генерала Павла Ґродзицького біля костелу Святої Марії Магдалени, оскільки захоплення костелу, що знаходився поза стінами міста, загрожувало безпеці останнього. Арсенал був опорним пунктом у зовнішньому кільці оборонних споруд Львова. Наприкінці XVII століття арсенал перед шведським наступом перенесли до резиденції Сенявських у Старому Селі, а сама будівля перейшла до родини князів Чорторийських, які влаштували поряд з будинком стайню і манеж. На початку XIX сторіччя будинок перейшов до родини Баворовських.

## Архітектурні особливості
У 1830—1840-х роках будівлю перебудовано за проектом архітектора Ігнатія Хамбреза (Шамбре) у дусі бідермаєрівського класицизму. Увага архітектора була зосереджена на східному фасаді, оформленому трикутним фронтоном і балконом на тосканських колонах. Скульптури на фасаді і в інтер'єрі роботи Йоана Баптиста Шімзера. У нижньому фронтоні поміщена скульптура лежачого коня (у натуральний розмір), а балкон прикрашений рельєфами із зображеннями орлів, які тримають гірлянди квітів.
Будівля арсеналу Сенявських цегляна, тинькована, прямокутна на плані, двоповерхова, з потужним цокольним поверхом, вимуруваним з рваного каменю. До кінця XIX століття цоколь був прикритий шаром ґрунту, який усунуто при реконструкції вулиці і реставрації костелу. Східний фасад увінчаний доричним фризом, бічний фасад декорований скульптурою.

## Бібліотека
У 1877 році Віктор Баворовський перевіз до будинку свою бібліотеку, яка з 1900 року стала публічною і з того часу мала назву бібліотеки Баворовських.
За радянських часів тут знаходився Відділ мистецтв Наукової бібліотеки імені Василя Стефаника.
У 2006 році була завершена реставрація будівлі на кошти меценатів (Омеляна і Тетяни Антоновичів, уряду Польщі та державного бюджету України) і тепер тут розташовано Палац мистецтв Омеляна і Тетяни Антоновичів Львівської наукової бібліотеки ім. В. Стефаника НАН України.

## Архітектурні елементи арсеналу Сенявських

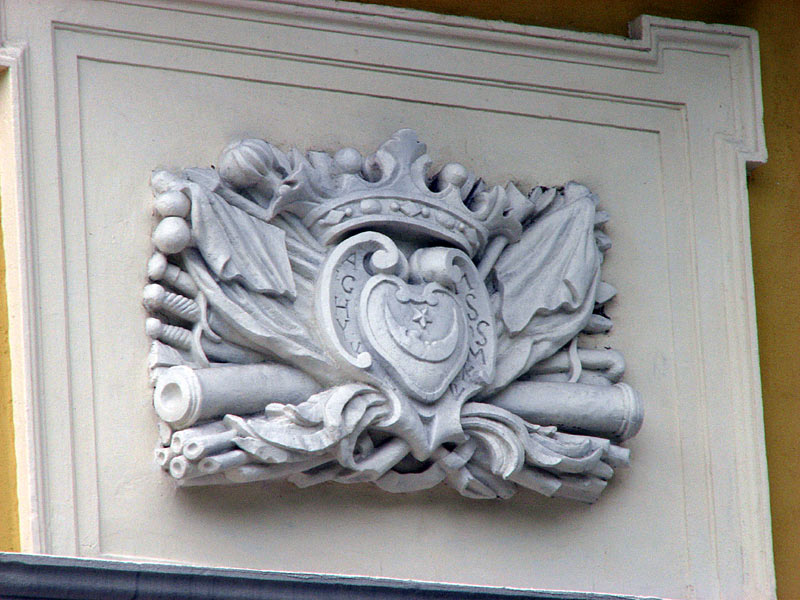
Герб Леліва на Арсеналі Сенявських
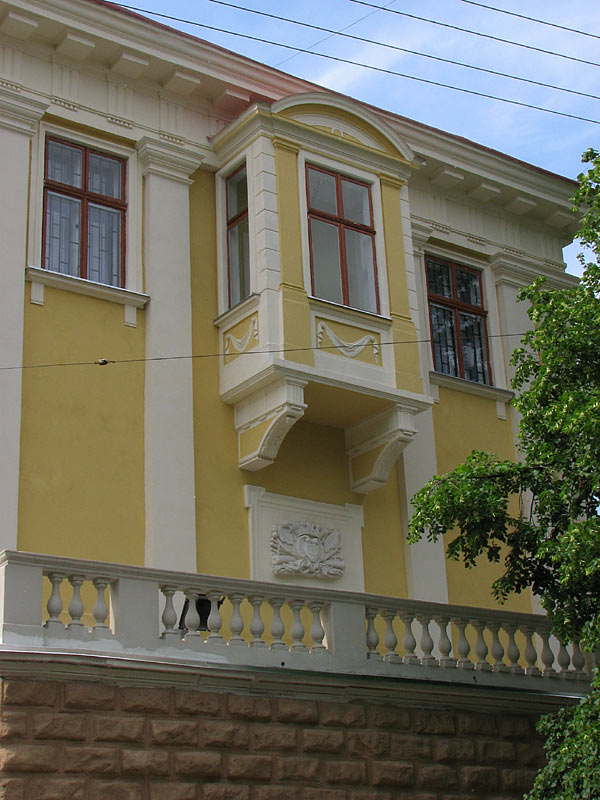
Еркер на південному фасаді Арсеналу Сенявських
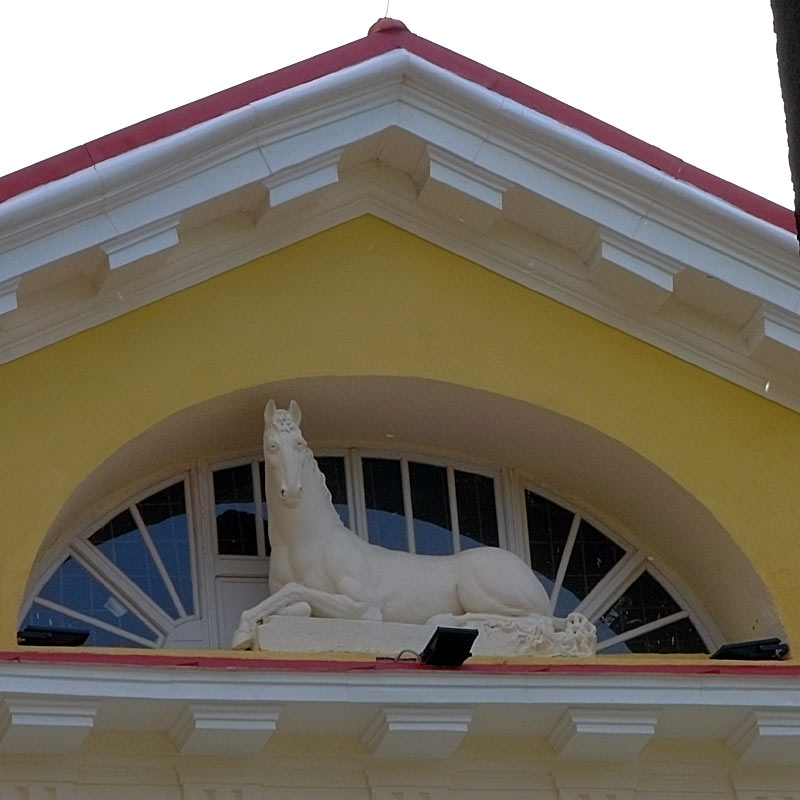
Фронтон східного фасаду Арсеналу Сенявських
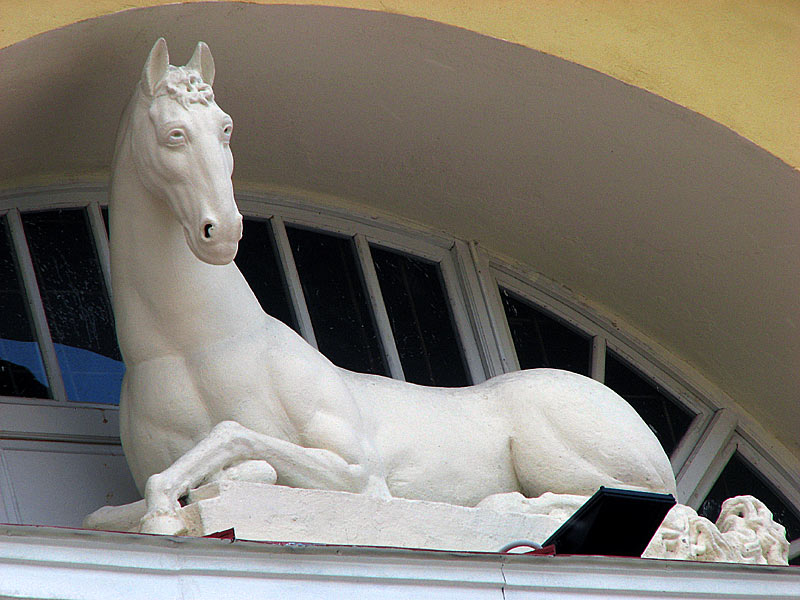
Скульптура роботи Йогана Шімзера на фронтоні східного фасаду Арсеналу Сенявських

## Див.також
- Львівський арсенал
- Королівський арсенал
- Палац Сенявських